# Nationalpark Rincón de la Vieja
Der Nationalpark Rincón de la Vieja um den aktiven Vulkan Rincón de la Vieja in Costa Rica ist einer der vielseitigsten Nationalparks des Landes. Der Park bietet unterschiedlichste Biome vom feuchten tropischen Regenwald im Nordosten des Landes bis zum Trockenwald im Süden sowie zahlreiche vulkanische Erscheinungen wie Fumarolen oder aktive Schlammvulkane. Er liegt in der Bergkette der Cordillera Volcánica de Guanacaste. Seine Höhe reicht von ca. 700 bis 1916 m.
Die Gründung erfolgte am 16. November 1973. Seit 1999 ist der Park als Teil der Area de Conservación Guanacaste Weltnaturerbe der UNESCO.